# العكد (بعدان)

تعديل مصدري - تعديل

العكد محلة تابعة لقرية الجمري، التابعة لعزلة الحرث بمديرية بعدان إحدى مديريات محافظة إب في الجمهورية اليمنية، بلغ تعداد سكانها 22 حسب تعداد اليمن لعام 2004.